# Panzerfaust (album)
Panzerfaust is het vijfde album van de Noorse blackmetalband Darkthrone. Het is het eerste album van de band op het Moonfog Productions label, na het Peaceville Records te hebben verlaten.
De productie van het album is op kritiek gestuit ondanks dat vele Darkthrone albums de productie hadden die klinkt als "een boze wesp in een bierflesje"; de zang is extreem luid dus de rest van de muziek lijkt steeds meer naar de achtergrond te vervagen wanneer de zang begint. Het album is sterk beïnvloed door bands van de oude garde als Celtic Frost.

## Inhoud
1. "En vind av sorg" - 6:21
2. "Triumphant Gleam" - 4:25
3. "The Hordes of Nebulah" - 5:33
4. "Hans siste vinter" - 4:50
5. "Beholding the Throne of Might" - 6:07
6. "Quintessence" - 7:38
7. "Snø og granskog (Utferd)" - 4:09

## Credits
- Fenriz – drums (zang en synthesizer op Snø Og Granskog)
- Nocturno Culto – gitaar, basgitaar, zang
- Varg Vikernes – songtekst van Quintessence